# Царрентін-ам-Шаальзе
Царрентін-ам-Шаальзе (нім. Zarrentin am Schaalsee) — місто в Німеччині, розташоване в землі Мекленбург-Передня Померанія. Входить до складу району Людвігслуст-Пархім. Складова частина об'єднання громад Царрентін.
Площа — 91,89 км2. Населення становить 5369 ос. (станом на 31 грудня 2020).

## Галерея

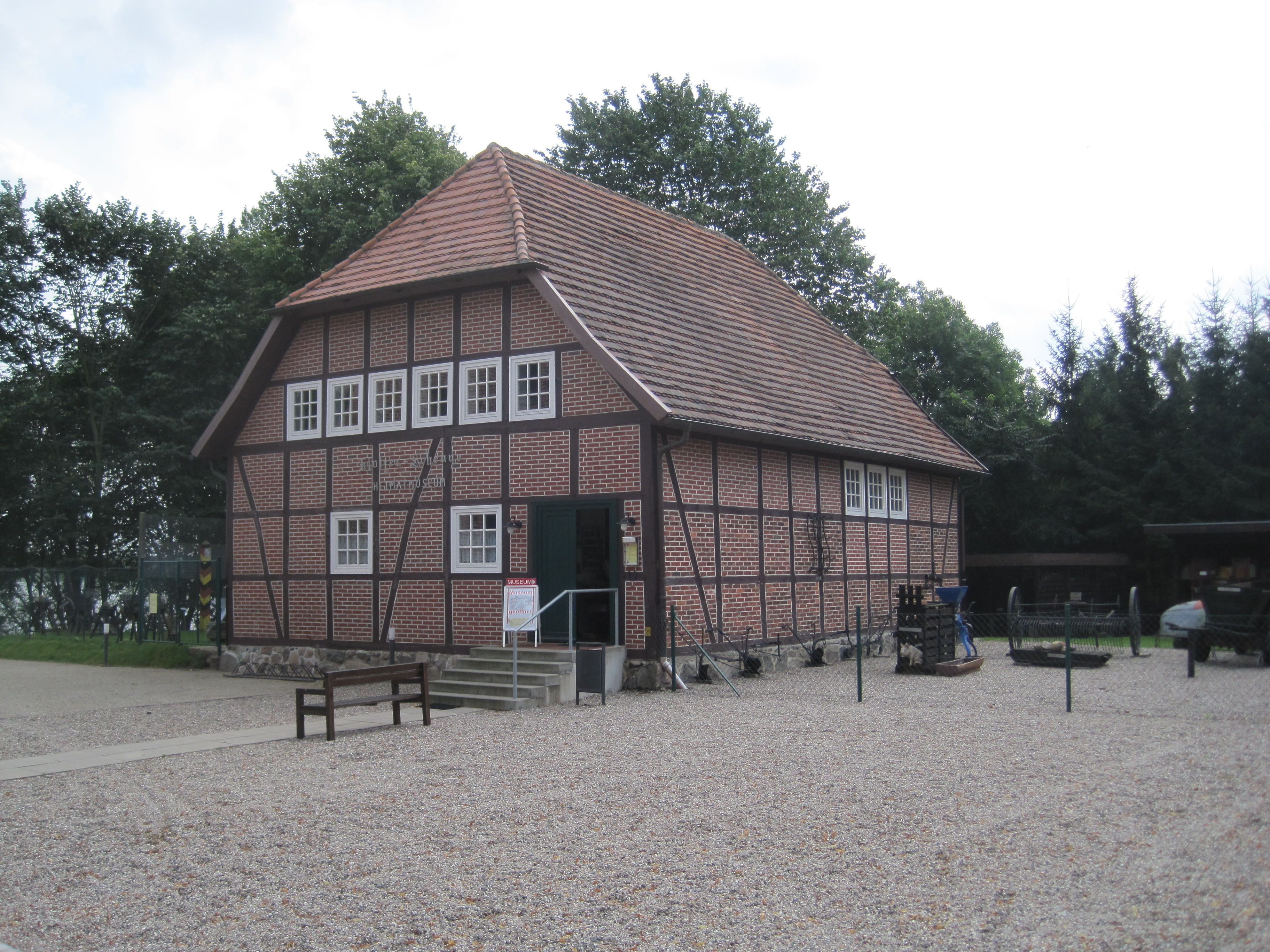
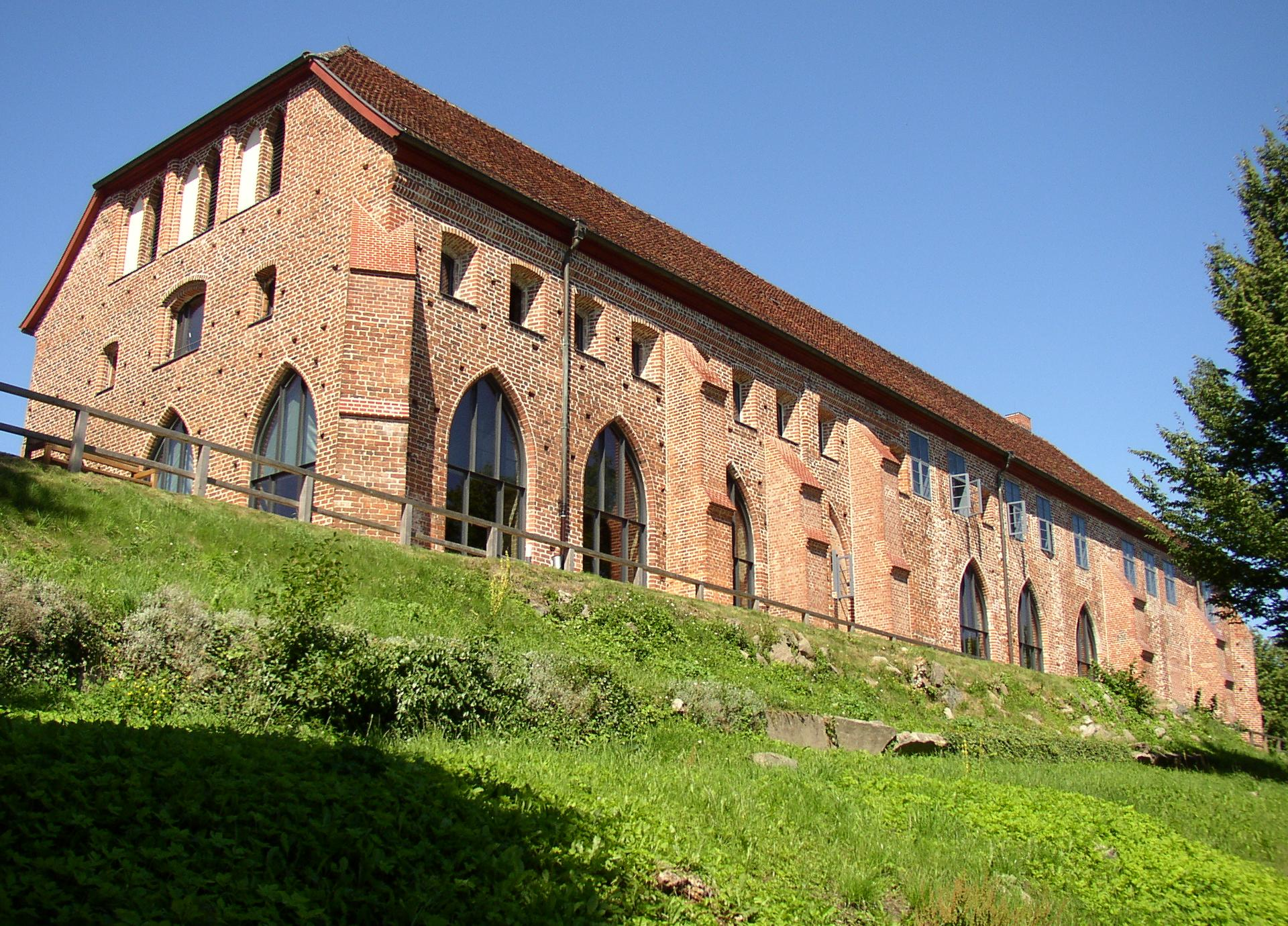
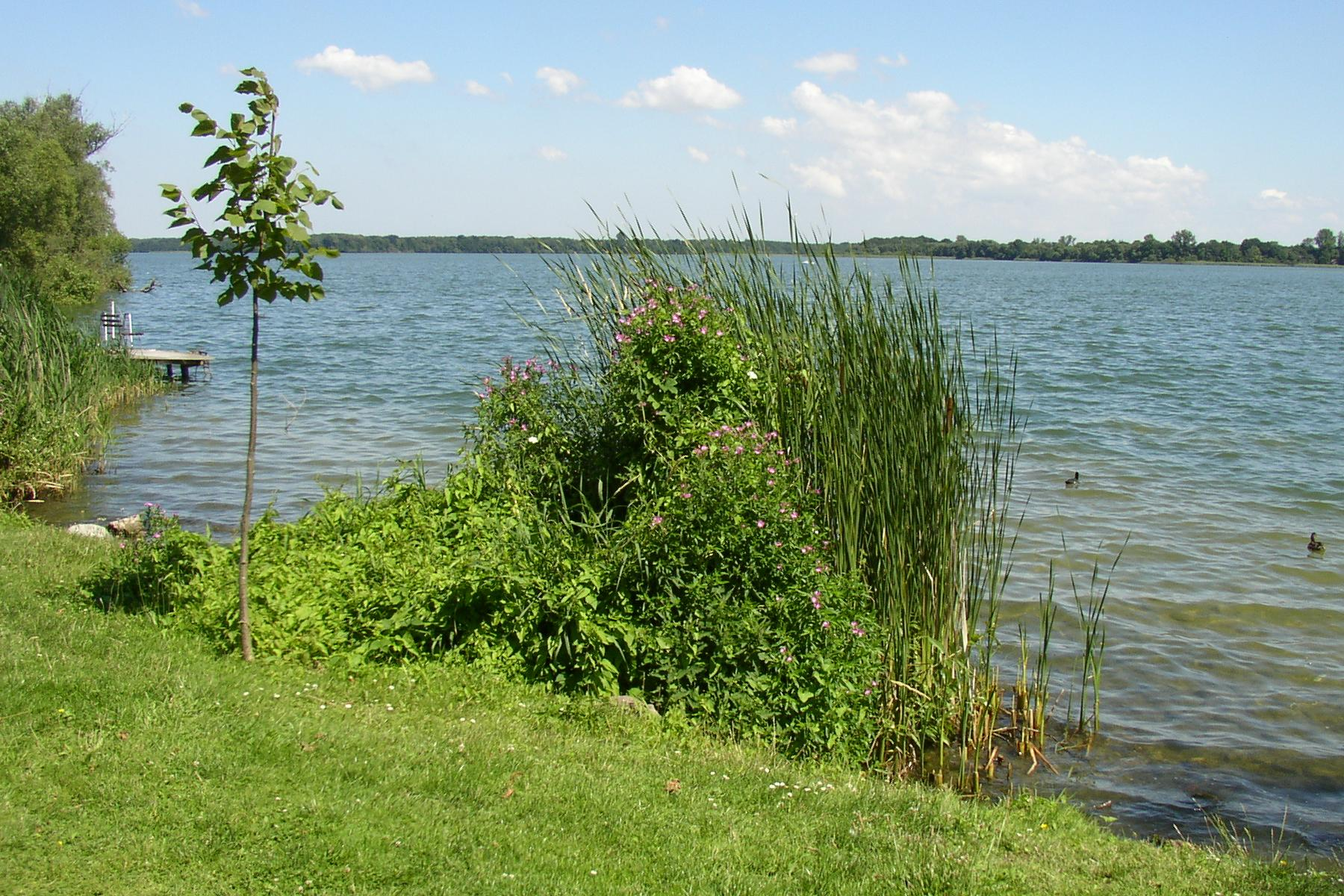
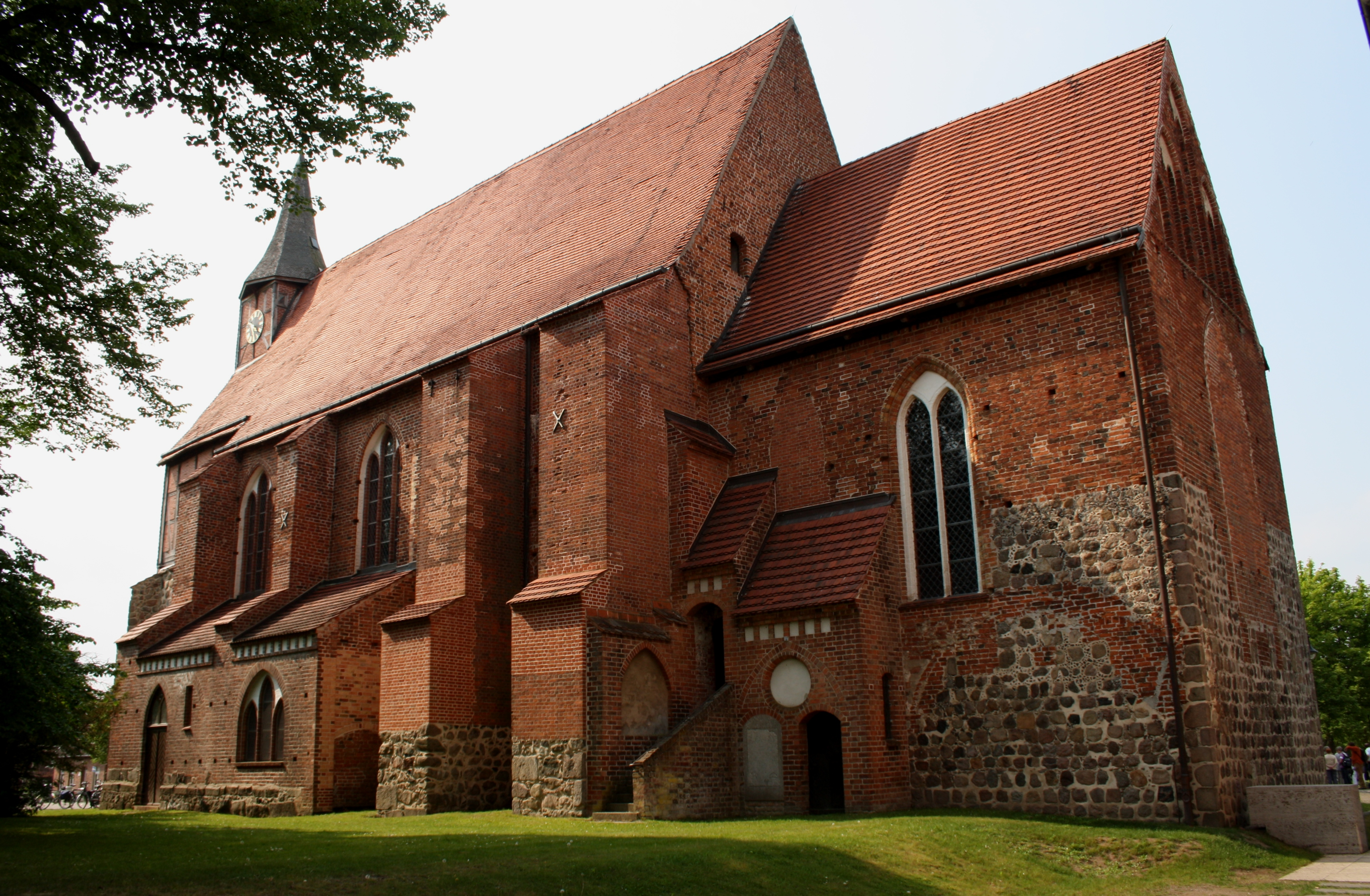
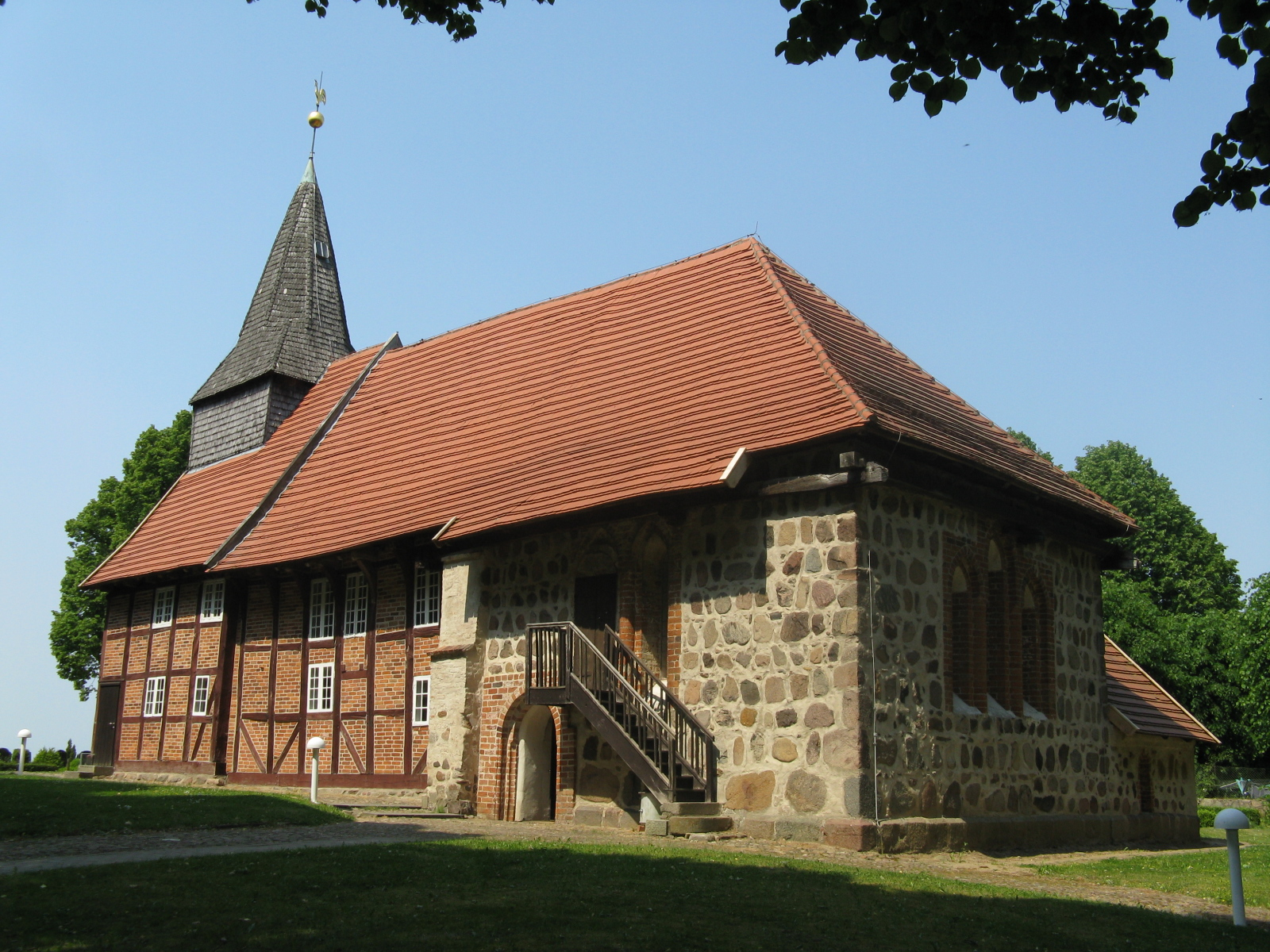
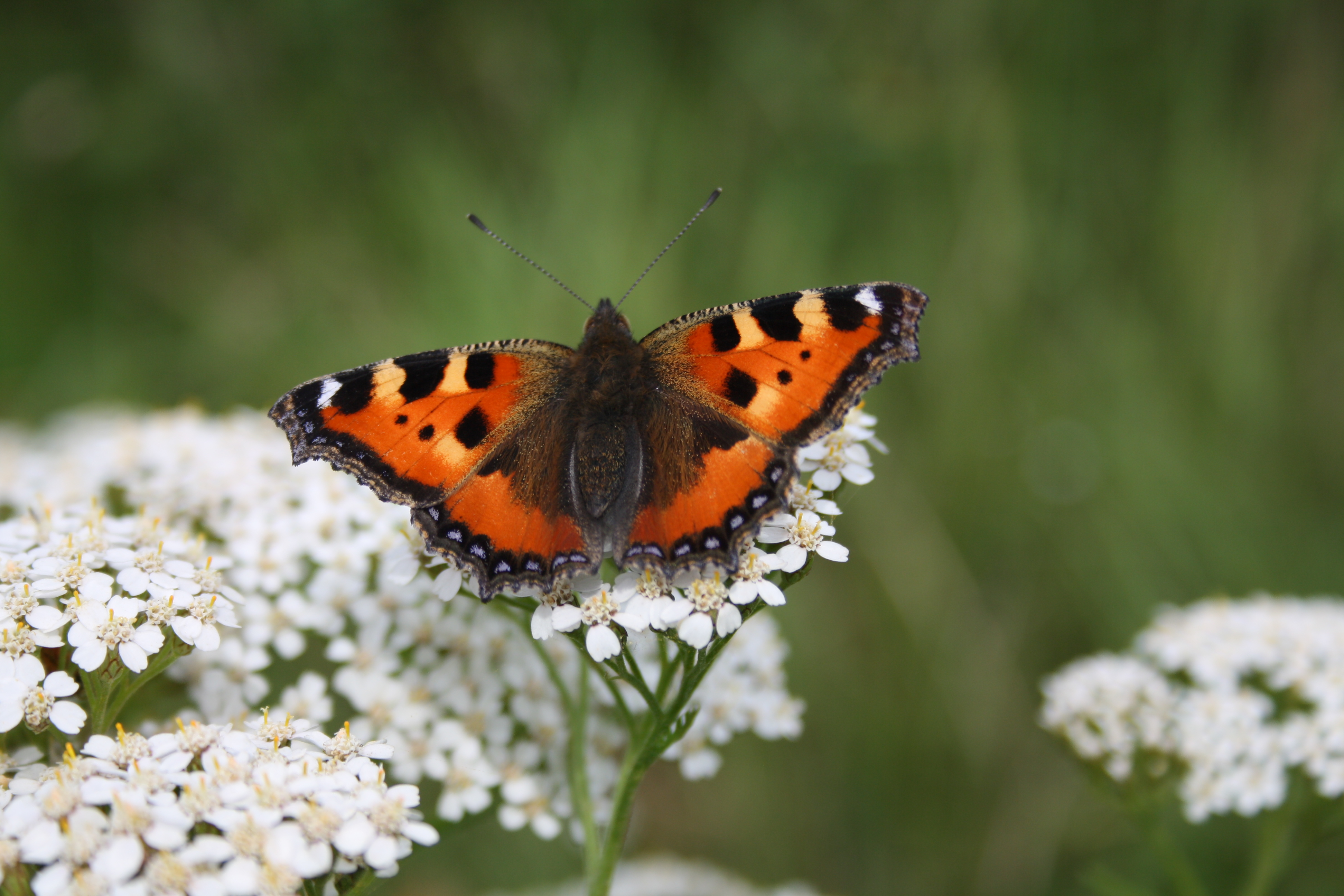